# 855 Newcombia
Newcombia (asteróide 855) é um asteróide da cintura principal, a 1,9383876 UA. Possui uma excentricidade de 0,1790781 e um período orbital de 1 325,25 dias (3,63 anos).
Newcombia tem uma velocidade orbital média de 19,38310596 km/s e uma inclinação de 10,90745º.
Esse asteróide foi descoberto em 3 de Abril de 1916 por Sergei Belyavsky.